# ماوريسيو كارنتا
ماوريسيو كارنتا (بالإسبانية: Mauricio Caranta)‏ (31 يوليو 1978 ببيل فيل في الأرجنتين - ) هو لاعب كرة قدم أرجنتيني في مركز حراسة المرمى. لعب مع انيستتوتو وبوكا جونيورز وروزاريو سنترال وسانتوس لاغونا ونادي لانوس وتاليريس كوردوبا.

## روابط خارجية
- ماوريسيو كارنتا على موقع الاتحاد الدولي (مؤرشف)  (الإنجليزية)
- ماوريسيو كارنتا على موقع قاعدة بيانات كرة القدم.إي يو (الإنجليزية)
- ماوريسيو كارنتا على موقع Soccerway.com (الإنجليزية)